# کلودیو کوروالان
کلودیو کوروالان (انگلیسی: Claudio Corvalán؛ زادهٔ ۲۳ مارس ۱۹۸۹) بازیکن فوتبال اهل آرژانتین است.
از باشگاه‌هایی که در آن بازی کرده‌است می‌توان به باشگاه فوتبال نیولز اولد بویز، باشگاه فوتبال آرسنال ساراندی، و باشگاه فوتبال راسینگ کلوب آویاندا اشاره کرد.